# Fusarium

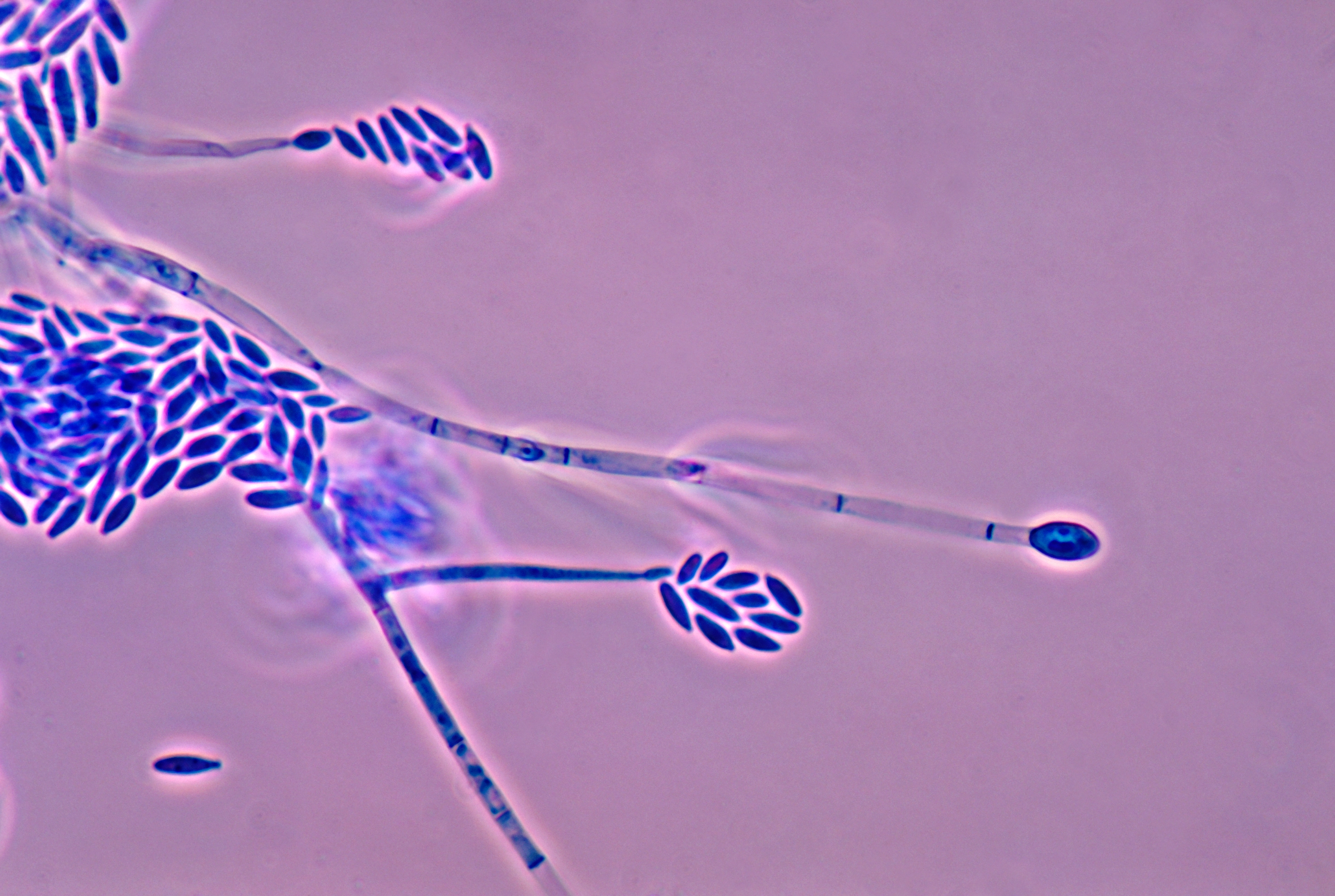
Fusarium verticillioides

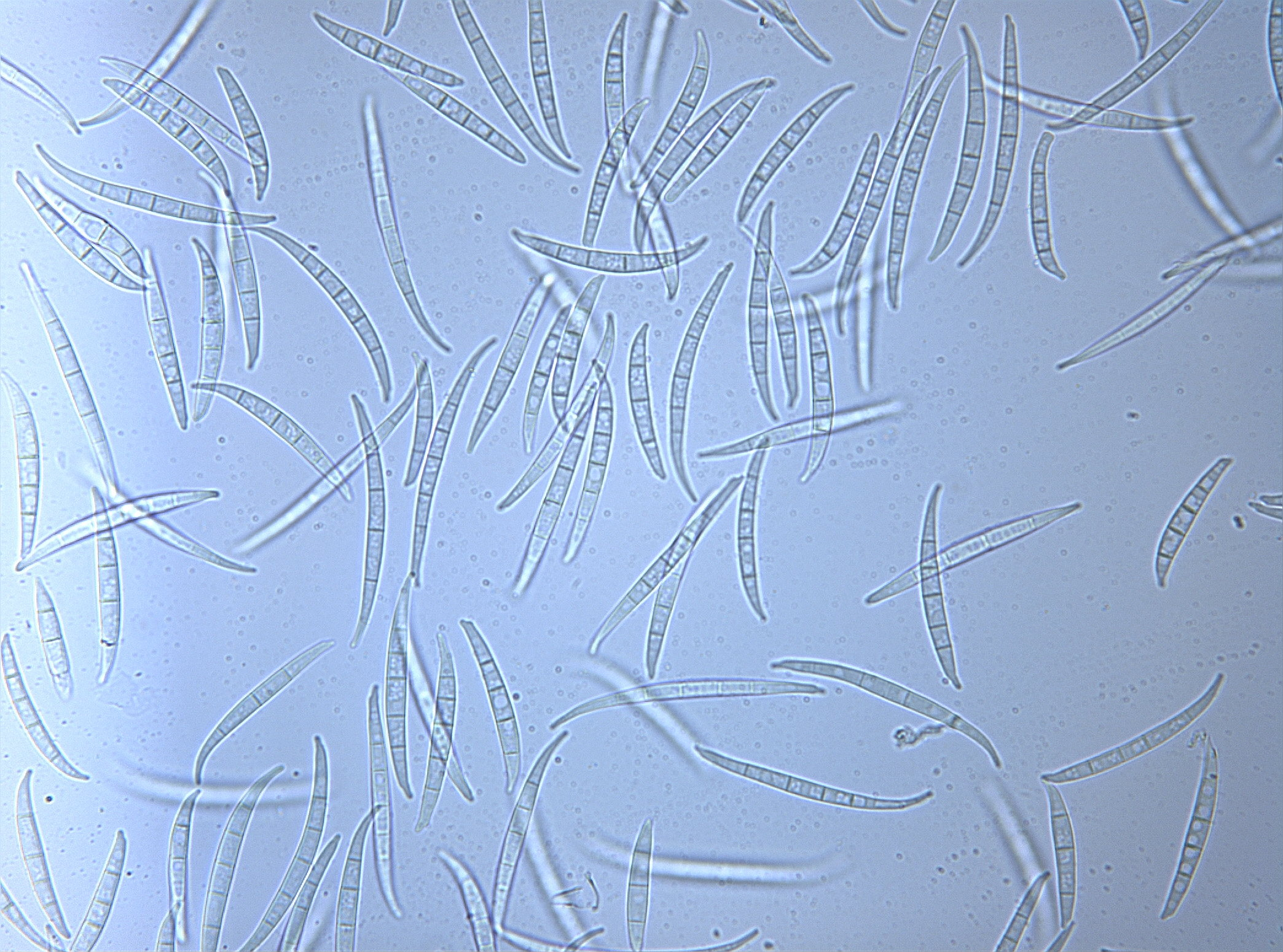
Makrokonidia Fusarium avenaceum

Fusarium Link – rodzaj grzybów z rodziny gruzełkowatych (Nectriaceae).

## Systematyka
Pozycja w klasyfikacji według Index Fungorum: Nectriaceae, Hypocreales, Hypocreomycetidae, Sordariomycetes, Pezizomycotina, Ascomycota, Fungi.
Synonimy: Bidenticula Deighton,
Botryocrea Petr.,
Disco-fusarium Petch,
Fusidomus Grove, J. Bot.,
Fusisporium Link,
Geejayessia Schroers,
Lachnidium Giard,
Pionnotes Fr.,
Pseudofusarium Matsush.,
Pseudomicrocera Petch,
Pycnofusarium Punith.,
Rachisia Lindner,
Selenosporium Corda,
Septorella Allesch.,
Sporotrichella P. Karst.,
Stagonostroma Died.,
Trichofusarium Bubák,
Ustilaginoidella Essed.
Rodzaj Fusarium klasyfikowany był wcześniej w klasie grzybów niedoskonałych (Deuteromycetes), ponieważ nie znano stadiów płciowych (teleomorf) poszczególnych gatunków. Później u części gatunków określono stadia płciowe. Zaliczane były głównie do rodzaju Gibberella. Przez jakiś czas ten sam gatunek występował pod dwoma nazwami; jego forma bezpłciowa (anamorfa) należała do Fusarium, płciowa do Gibberella. W 2012 r. usunięto podwójne nazewnictwo w ten sposób, że jedna z tych morf uznana została za synonim.

## Morfologia
Ciało gatunków z rodzaju Fusarium zbudowane jest ze strzępek, zazwyczaj tworzących gęstą, watowatą i dość jaskrawą grzybnię. Rozwija się przeważnie szybko. Tworzące ją strzępki są septowane, zazwyczaj cylindryczne i rozgałęzione. U niektórych gatunków rozwijają się tylko na powierzchni, u innych przerastają podłoże. Występują dwa rodzaje strzępek: tworzące grzybnię substratową służącą do pobierania z podłoża wody i substancji pokarmowych, oraz grzybnię powietrzną służącą do oddychania. Rozmnażają się za pomocą zarodników konidialnych tworzonych na wzniesionych strzępkach zwanych konidioforami. Konidiofory, w zależności od gatunku mogą być nierozgałęzione lub rozgałęzione. Na ich szczytowych komórkach zwanych fialidami powstają dwa rodzaje konidiów: makrokonidia i mikrokonidia. Budowa fialid jest ważną cecha przy mikroskopowym oznaczaniu gatunków. Konidiofory mogą wyrastać pojedynczo na strzępkach grzybni powietrznej, lub ustawione palisadowo w sporodochiach – poduszeczkowatych splotach grzybni, zazwyczaj o barwie pomarańczowej, rzadziej brązowej. Niektóre gatunki wytwarzają przetrwalniki w postaci sklerot lub chlamydospor.
Niektóre gatunki wytwarzają owocniki typu perytecjum, w których powstają w wyniku rozmnażania płciowego zarodniki zwane askosporami. Niektóre gatunki są homotaliczne, tzn. samopłodne, niektóre heterotaliczne, tzn. do rozmnażania konieczna jest koniugacja między dwoma różniącymi się płciowo plechami.
Szczególne zastosowanie w identyfikacji grzybów z rodzaju Fusarium znalazły markery SCARs (ang. Sequence Characterized Amplified Regions). W metodzie SCARs zachodzi amplifikacja w reakcji PCR tylko jednego, określonego gatunkowo fragmentu DNA patogena grzybowego. Obecnie wyżej wymienione markery zostały już opracowane dla większości gatunków z rodzaju Fusarium, ważnych z gospodarczego
punktu widzenia. Markery opracowano między innymi dla: F. avenaceum, F. culmorum, F. graminearum, F. poae, F. moniliforme, F. subglutinans, F. sambucinum i F. oxysporum.

## Gatunki występujące w Polsce
- Fusarium avenaceum (Fr.) Sacc.
- Fusarium anguioides Sherb. 1915
- Fusarium arthrosporioides Sherb. 1915
- Fusarium camptoceras Wollenw. & Reinking 1925
- Fusarium chlamydosporum Wollenw. & Reinking 1925
- Fusarium concolor Reinking 1934
- Fusarium culmorum (Wm.G. Sm.) Sacc. 1892
- Fusarium discolor Appel & Wollenw. 1910
- Fusarium eichleri Bres. 1903
- Fusarium filiferum (Preuss) Wollenw. 1916
- Fusarium flocciferum Corda 1828
- Fusarium graminum Corda 1837
- Fusarium incarnatum (Desm.) Sacc. 1886
- Fusarium lactis Pirotta 1879
- Fusarium lateritium Nees 1816[7]
- Fusarium neoceras Wollenw. & Reinking 1925
- Fusarium oxysporum Schltdl. 1824
- Fusarium poae (Peck) Wollenw. 1913
- Fusarium proliferatum (Matsush.) Nirenberg ex Gerlach & Nirenberg 1982
- Fusarium redolens Wollenw. 1913
- Fusarium sarcochroum (Desm.) Sacc. 1882
- Fusarium solani (Mart.) Sacc. 1881
- Fusarium sporotrichioides Sherb. 1915
- Fusarium subulatum Appel & Wollenw. 1910
- Fusarium sulphureum Schltdl. 1824
- Fusarium trichothecioides Wollenw. 1912
- Fusarium wollenweberi Raillo 1950

Nazwy naukowe na podstawie Index Fungorum. Uwzględniono tylko gatunki zweryfikowane o potwierdzonym statusie. Wykaz gatunków występujących w Polsce według Mułenko i in. (bez przypisów) i innych źródeł (oznaczone przypisami)

## Znaczenie
- Gatunki z rodzaju Fusarium to grzyby strzępkowe występujące na całym świecie, w glebie jako saprotrofy. Część gatunków powoduje choroby roślin (pasożyty fakultatywne). Atakują liczne gatunki roślin, od zbóż do różnego rodzaju tropikalnych roślin uprawnych. Powodują choroby korzeni (zgorzele), choroby podstawy pędu (źdźbła), choroby naczyniowe, choroby kłosów. Wywoływane przez nie choroby to fuzariozy.
- Grzybnia gatunków z rodzaju Fusarium wytwarza metabolity wtórne o działaniu toksycznym (mykotoksyny). Mają one działanie toksyczne wobec roślin (fitotoksyny) oraz zwierząt i ludzi (zootoksyny). Niektóre z mykotoksyn biorą udział w patogenezie chorób fuzaryjnych ułatwiając grzybowi zasiedlanie tkanki roślinnej.
- F. oxysporum wydziela specyficzny, przyjemny zapach przypominający brzoskwinie lub woń kwiatów. Z niektórych gatunków otrzymuje się suplementy diety dla sportowców o wysokiej zawartości mikroelementów.